# Calefactorium
Calefactorium kommer av latinets calefacto ’upphetta’. Calefactorium är benämningen på värmestugan i ett kloster. Med calefaktorium kan man även avse utrymmet för själva uppvärmningen.
Den som var ansvarig för uppvärmningen kallades för calefactor (latin = värmaren). Ur detta utvecklades begreppet kalfaktor som benämning på en person för att utföra enkla uppgifter. I tyskan används Kalefaktorium också för att beteckna en värmestuga för hemlösa.